# Дрю, Луиза
Луиза Лейн Дрю (англ. Louisa Lane Drew, 10 января 1820[…], Лондон — 31 августа 1897[…], Ларчмонт, Нью-Йорк) — американская актриса. 

## Биография
Родилась в Лондоне в театральной семье: её матерью была актриса и певица Элиза Трентер, отцом — актёр и режиссёр Томас Фредерик Лейн, который умер, когда Луиза была ещё младенцем. Жена актёра Джона Дрю. Мать актёров Джорджианы Барримор, Джона Дрю-младшего и Сидни Дрю (приёмный сын).
Дебютировала в семилетнем возрасте в роли юного герцога Йоркского в спектакле «Ричард III» по пьесе У. Шекспира (филадельфийский Театр Уолнат-стрит, 1827). Выступала в спектаклях с участием известных актёров, например Эдвина Форреста, представителей знаменитой актёрской семьи Бут, в частности её родоначальника Джуниуса Брутуса Бута и его сыновей Эдвина Бута, Джона Уилкса Бута и др. Среди сыгранных ею героинь — шекспировские леди Макбет, Офелия; неоднократно исполняла и мужские роли, например таких шекспировских персонажей, как Ромео, Марк Антоний. С 1850 года играла в комедиях: леди Тизл, Лидия Томность («Школа злословия», «Соперники» Шеридана) и др. С 1853 года вместе с мужем руководила Театром Арч-стрит. В 1862 году Джона Дрю не стало. С 1861 по 1892 год Луиза Дрю возглавляла театр, став первой американской женщиной-антрепренёром, совмещая работу ведущей актрисы, режиссёра и педагога.
У Луизы Дрю учились актёры Фанни Дэвенпорт, С. Робсон, А. Джеймс и др. В 1880—1892 годах Дрю работала в труппе Джозеф Джефферсона. Автор книги «Автобиографические очерки» (Нью-Йорк, 1899).